# Faustball-Asienmeisterschaft 2014
Die 1. Faustball-Asienmeisterschaft der Männer fand am 10. und 11. April 2014 in Lahore (Pakistan) statt. Pakistan war somit der erste Ausrichter einer Faustball-Asienmeisterschaft der Männer.

## Teilnehmer
Vier Nationen nahmen an den ersten Asienmeisterschaften teil. Neben Indien, Pakistan und Nepal vom asiatischen Kontinent, nahm auch die Nationalmannschaft Australiens teil.
| Teilnehmer |
| ---------- |
| Indien     |
| Nepal      |
| Pakistan   |
| Australien |

## Spielplan
Im Duell Jeder-gegen-Jeden wurden die Spiele auf drei Gewinnsätze ausgetragen.
| Donnerstag, 10. April 2014 |          |   |            |                                     |
| 1                          | Indien   | – | Australien | 3:1 (11:4, 8:11, 15:14, 14:12)      |
| 2                          | Pakistan | – | Nepal      | 3:0 (11:6, 15:13, 11:9)             |
| 3                          | Indien   | – | Nepal      | 3:0 (11:4, 11:7, 11:7)              |
| 4                          | Pakistan | – | Australien | 3:2 (8:11, 11:7, 11:6, 10:12, 11:6) |
| Freitag, 11. April 2014    |          |   |            |                                     |
| 5                          | Nepal    | – | Australien | 3:1 (8:11, 13:11, 11:9, 11:9)       |
| 6                          | Pakistan | – | Indien     | 3:2 (11:7, 11:8, 9:11, 8:11, 11:7)  |

| Pl. | Team       | Sp. | Sätze | Pkt. |
| --- | ---------- | --- | ----- | ---- |
| 1   | Pakistan   | 3   | 9:4   | 6    |
| 2   | Indien     | 3   | 8:4   | 4    |
| 3   | Nepal      | 3   | 3:7   | 2    |
| 4   | Australien | 3   | 4:9   | 0    |

## Endergebnis
| Platz | Land       |
| ----- | ---------- |
| 1.    | Pakistan   |
| 2.    | Indien     |
| 3.    | Nepal      |
| 4.    | Australien |